# Versegelung
Als Versegelung wird in der Nautik und Navigation die Korrektur einer Gestirnsmessung bezeichnet, wenn sie in größerem Zeitabstand zu einer korrelierten Messung erfolgt ist.
Bei der Ortsbestimmung (siehe auch astronomische Standlinie) müssen die Messungen versegelt werden, weil sich das Schiff zwischen den einzelnen Messungen des Höhenwinkels weiterbewegt. Die Reduktion wird berechnete, indem die zurückgelegte Wegstrecke mit der Erdkrümmung multipliziert wird (relevant ist nur die Komponente in Richtung zum beobachteten Stern). Bei der Einmessung von zwei verschiedenen Navigationssternen versegelt man die zweite Messung auf den Zeitpunkt der 1., bei drei Sternen auf den mittleren Zeitpunkt.
In der seemännischen Praxis kann die Versegelung entfallen, wenn man statt eines dritten Sterns den ersten Stern ein zweitesmal misst und die beiden Winkel mittelt. Besonders nützlich ist dieses "Bracketing" in der Luftfahrt, wo eine rechnerische Versegelung wegen der hohen Geschwindigkeit zu aufwendig wäre. 
Bei Ortsbestimmungen mittels der Sonne ist eine größere Zeitdifferenz (2–3 Stunden) nötig, um schleifende Schnitte der zwei Standlinien zu vermeiden. Hier wäre die Versegelungs-Korrektur wegen der größen Wegstrecke zu ungenau, weshalb man die zweite Standlinie samt dem Schiffsort grafisch (auf der Seekarte) auf den Ort der 1. Messung verschiebt. Dafür verwendet man die mit Kompass und Fahrtmesser geschätzte (gegisste) Wegstrecke (siehe auch Koppelnavigation).
Wenn die Sonnenbeobachtung aus Gründen der Zeitersparnis mit anderen am Tag sichtbaren Gestirnen (Mond, Venus, helle Sterne) kombiniert wird, ist der Vorgang der Versegelung wie bei der o.a. Sternmethode vorzunehmen. Die Genauigkeit dieser Korrektur ist bei Zeitdifferenzen unter 2 Minuten vernachlässigbar, bei 5 Minuten ist sie immer besser als ±1', dem durchschnittlichen Messfehler der Höhenwinkel.